# 11244 Andrékuipers
11244 Andrékuipers là một tiểu hành tinh vành đai chính với chu kỳ quỹ đạo là 1381,1543711 ngày (3,78 năm).
Nó được phát hiện ngày 29 tháng 9 năm 1973 và được đặt tên theo nhà thiên văn người Hà Lan André Kuipers.